# Pristimantis simoterus
Espèce
Synonymes
- Eleutherodactylus simoterus Lynch, 1980

Statut de conservation UICN

 NT  : Quasi menacé
Pristimantis simoterus est une espèce d'amphibiens de la famille des Craugastoridae.

## Répartition
Cette espèce est endémique de la cordillère Centrale en Colombie. Elle se rencontre entre 2 700 et 4 350 m d'altitude dans les départements de Caldas, de Risaralda et de Tolima.

## Description
Les mâles mesurent de 22,8 à 29,0 mm et les femelles de 32,4 à 37,1 mm.

## Publication originale
- Lynch, 1980 : New species of Eleutherodactylus of Colombia (Amphibia: Leptodactylidae). 1. Five new species from the Paramos of the Cordillera Central. Caldasia, Bogotá, vol. 13, no 61, p. 165-188 (texte intégral).